# Sárszentmihály
Sárszentmihály é um município da Hungria, situado no condado de Fejér. Tem 37,4 km² de área e sua população em 2015 foi estimada em 2.973 habitantes.